# Lampedo
Lampedo es el nombre de una reina amazona mencionada en la historiografía romana. Gobernó con su hermana Marpesia y con Otrera, también llamada Hipo (que significa caballo), consorte de Ares. Las hermanas se llamaban a sí mismas hijas de Marte para amendrentar a los enemigos y hacerles ver que eran terribles guerreras.
Se cree que el nombre tenía gran importancia en las tradicionales procesiones de la luna nueva en homenaje a Artemisa, diosa de la fertilidad y la caza.